# 크레이지 원스
《크레이지 원스》(영어: The Crazy Ones)는 2013년부터 2014년까지 방영된 미국의 텔레비전 시트콤이다.

## 출연진
메인
- 로빈 윌리엄스
- 세라 미셸 겔러
- 제임스 워크
- 해미시 링클레이터
- 어맨다 세턴